# Marquesado del Toro
El Marquesado del Toro es el título nobiliario español que el Rey Felipe V concedió el 26 de septiembre de 1732 a favor del Capitán Bernardo Rodríguez del Toro con el Vizcondado previo de San Bernardo.
Bernardo Rodríguez del Toro y Martínez de Heredia nació en Teror, Gran Canaria, en la casa solariega de su familia (actualmente Casa Museo de los Patronos de la Virgen), el 18 de mayo de 1675. Fue bautizado como sus mayores en la Iglesia de Nuestra Señora del Pino, actual Basílica, el día 22 del mismo mes y año. Era hijo del Capitán Blas Rodríguez del Río y Mayor de Martínez, nacido en Teror el 28 de diciembre de 1633, y de Catalina del Toro de Heredia Estupiñan y Morales natural también de Teror, Gran Canaria, e hija del Capitán Sebastián del Toro y Sánchez, Alcalde Ordinario de Teror, y de Antonia de Heredia y Estupiñan, casados en Teror el 18 de noviembre de 1641. Sebastián del Toro y Sánchez era a su vez hijo de Don Sebastián del Toro y Muñoz y de Doña Ana de Sánchez, casados en Teror el 10 de noviembre de 1606. Los progenitores de Sebastián del Toro y Muñoz fueron Sebastián del Toro “El Viejo” y María Muñoz, naturales de la Península. El nombre del título aludía, por tanto, al apellido materno del primer Marqués, el cual derivaba su origen de la ciudad de Toro (España) en la Provincia de Zamora.
Bernardo Rodríguez del Toro pasó a Caracas, en la Provincia de Venezuela, a finales del siglo XVII, donde casó con Paula Graciosa de Istúriz y Ezquier de la Guerra, nacida en Caracas en 1693, hija del Tesorero Real y Procurador General Iñigo de Istúriz y Azpeitia, también Regidor de la ciudad, casado en Caracas el 10 de enero de 1689 en la Catedral, con María de Ezquier de la Guerra y Santiago. En Caracas, Rodríguez del Toro construirá una hermosa mansión a espaldas del Convento de la Merced, inmueble que sería destruido en el terremoto de 1811. El 26 de septiembre de 1732, previo el Vizcondado de San Bernardo, le fue concedido a Bernardo Rodríguez del Toro el título de Marqués del Toro por el Rey Felipe V.
|                       | Titular                                           | Periodo               |
| Creación por Felipe V | Creación por Felipe V                             | Creación por Felipe V |
| --------------------- | ------------------------------------------------- | --------------------- |
| I                     | Bernardo Rodríguez del Toro y Martínez de Heredia | 1732-1742             |
| II                    | Francisco Rodríguez del Toro e Istúriz            | 1742-1753             |
| III                   | Sebastián Rodríguez del Toro y Ascanio            | 1753-1787             |
| IV                    | Francisco Rodríguez del Toro e Ibarra             | 1787-1811             |
| V                     | Pedro Rodríguez del Toro y Pérez de Estala        | 1833-1898             |

## Historia de la familia de los marqueses del Toro
La familia de los marqueses del Toro, encarna bien; al llamado mantuanaje de la era colonial venezolana. La misma, tendrá una presencia muy importante; no solo durante la Colonia, sino también en tiempos de la Independencia y la República. Su segundo titular, Francisco Rodríguez del Toro e Istúriz Caballero de la Orden de Santiago, casado con María Teresa de Ascanio y Herrera; se desempeñó como Alcalde de Caracas y como Gobernador y Capitán General de la Provincia de Venezuela. Tanto él, como su hermano; José Rodríguez del Toro, estudiaron en la Universidad de Salamanca en España. Este último, llegó a ser Rector de dicha universidad, Caballero de la Orden de Calatrava y Oidor de la Real Audiencia de México, entre 1743 y 1773. El III Marqués, Sebastián Rodríguez del Toro y Ascanio; casado con Brígida de Ibarra e Ibarra y Herrera, fue Coronel de Milicias, Alcalde de Caracas y Regidor Perpetuo de su Ayuntamiento. También, su hermano Miguel Rodríguez del Toro y Ascanio; fue Regidor, Alcalde de Caracas y Procurador General del Ayuntamiento. Otro de los hermanos Rodríguez del Toro y Ascanio, Nicolás; Caballero de Calatrava, se desempeñó igualmente como Regidor y Procurador General.
El IV Marqués, Francisco Rodríguez del Toro e Ibarra, casado con María del Socorro de Berroteran y Gedler, fue Caballero de la Orden de Carlos III, Coronel de Milicias y Procurador General y Regidor Perpetuo del Ayuntamiento. Sin embargo, renunció al título y a sus prerrogativas coloniales para sumarse a la rebelión contra las autoridades españolas. Fue el primer Comandante en Jefe del ejército independentista de Venezuela y firmante tanto del Acta de la Declaración de Independencia de Venezuela como de la Constitución Federal de los Estados de Venezuela de 1811. También sus hermanos Fernando, Juan y Diego tuvieron participación en dicho proceso. Fernando Rodríguez del Toro, quien había sido Caballero de la Orden de Alcántara, Coronel efectivo del ejército español y luchado contra la invasión de Napoleón en la Península, se transformó igualmente en un importante propulsor de la emancipación de su país. Fue signatario del Acta de la Independencia, General de sus fuerzas, Gobernador Militar de Venezuela y Presidente de la Primera República de Venezuela. Juan Rodríguez del Toro junto a ser también firmante del Acta de la Independencia, fue Presidente del Congreso Constituyente de 1811 bajo el cual fue aprobada la primera Constitución de Venezuela y de Iberoamérica. Diego Rodríguez del Toro e Ibarra, quien había sido Alférez de Navío de la Real Armada Española y Caballero de la Orden de Alcántara, participó en la fase inicial de la guerra de independencia, luchando como Teniente Coronel en la Campaña de Coro y desempeñandose como comandante militar de Villa de Cura. Entre los sobrinos por vía materna, de los cuatro hermanos anteriores, se encontraron importantes próceres de la independencia venezolana e hispanoamericana como lo fueron los generales Diego Ibarra, Andrés Ibarra (militar), Esteban Herrera Toro y el Coronel Bernardo Herrera. 
Por su parte, una nieta del II Marqués, María Teresa Rodríguez del Toro y Alayza, fue la esposa de Simón Bolívar, el Libertador de América. De la misma manera, un bisnieto del II Marqués, el importante estadista e intelectual Fermín Toro, fue el encargado de negociar y rubricar con el gobierno de S.M. Isabel II el Tratado de Reconocimiento de la Independencia de Venezuela por parte de España.
Como tantos otros títulos nobiliarios hispanoamericanos, este fue revertido a la Corona luego de la Independencia, siendo rehabilitado por la rama española de la familia. El V Marqués, quien reivindicó el título, Pedro Rodríguez del Toro y Pérez de Estala, era IV Conde de los Villares, y un destacado hombre público que se desempeñó como Senador del Reino de España por las Provincias de Granada y Segovia. El mismo descendía del Coronel de los Reales Ejércitos Pedro Pablo Rodríguez del Toro e Ibarra, Caballero de la Orden de Santiago y Conde consorte de los Villares. Este último era hermano del IV Marqués y desde muy joven se había residenciado en Madrid, donde fue uno de los testigos firmantes de la boda entre Simón Bolívar y su prima hermana María Teresa. La actual titular del marquesado del Toro, María Cristina Méndez de Vigo Morales y Rodríguez del Toro, es también descendiente del anterior.